# چارلز بکمن
چارلز ویلیام چارلی بکمن (به انگلیسی: Charles William "Charlie" Bachman) (زاده ۱۱ دسامبر، ۱۹۲۴) دانشمند آمریکایی است که تمام وقت خود را بعنوان محقق در علم رایانه سپری می‌کند. او همچنین بخاطر کار بر روی پایگاه داده‌ها شهرت دارد و یکی از دریافت کنندگان جایزه تورینگ می‌باشد.

## زندگی‌نامه
چارلز بکمن در سال ۱۹۲۴ در منهتن، کانزاس متولد شد. پدرش چارلی بکمن، مربی فوتبال در دانشگاه ایالتی کانزاس بود. او دوران دبیرستان خود را در شرق لانسینگ یکی از شهرهای ایالت میشیگان گذراند. چارلز بکمن در جنگ جهانی دوم به ارتش ایالات متحده پیوست و حدود ۲ سال از مارس ۱۹۴۴ تا فوریه ۱۹۴۶ در جبهه جنوب غربی اقیانوس آرام در توپخانه گینه نو، استرالیا و جزایر فیلیپین خدمت کرد. او پس از اتمام خدمت به دانشگاه ایالتی میشیگان رفت و در سال ۱۹۴۸ لیسانس خود را در رشته مهندسی مکانیک دریافت کرد. او سپس با حضور در دانشگاه پنسیلوانیا، در سال ۱۹۵۰ با مدرک کارشناسی ارشد در رشته مهندسی مکانیک فارغ‌التحصیل شد.

چارلز بکمن برای مشارکت‌های برجسته خود در فناوری پایگاه‌داده در سال ۱۹۷۳ جایزه تورینگ را دریافت کرد و در سال ۱۹۷۷ در انجمن کامپیوتر بریتانیا بعنوان یکی از پیشگامان پایگاه داده به عضویت درآمد.